# Hiremyageri, Yelbarga
Hiremyageri là một làng thuộc tehsil Yelbarga, huyện Koppal, bang Karnataka, Ấn Độ.